# Débat électoral

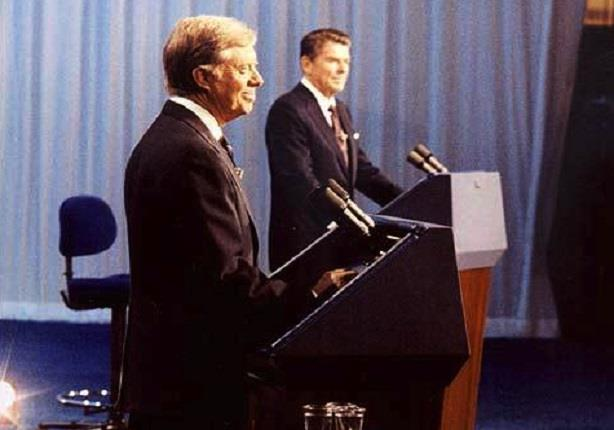
Le président Jimmy Carter (à gauche) et l'ancien gouverneur Ronald Reagan (à droite) au débat présidentiel du 28 octobre 1980.

Le débat électoral est une forme de communication électorale, ayant principalement lieu à la télévision. Elle oppose deux ou plusieurs personnalités politiques dans un contexte d'élection.
Elle est rythmée par un décompte minutieux des temps de parole, l'autorité d'un ou plusieurs animateur-intervieweur et des choix de réalisation des plans des interviewés.

## France

### Élections présidentielles
Les deux candidats du second tour des élections présidentielles françaises respectent des règles de mise en scène définies en 1981 et modifiées en 2017.
Le premier débat a lieu en 1974 et oppose Valéry Giscard d’Estaing et François Mitterrand, pendant 45 minutes chacun.
Le 5 mai 1981, le débat oppose François Mitterrand et Valéry Giscard d’Estaing.
Le 28 avril 1988, le débat oppose François Mitterrand et Jacques Chirac.
Le 2 mai 1995, le débat oppose Jacques Chirac et Lionel Jospin.
Le 2 mai 2007, le débat oppose Nicolas Sarkozy et Ségolène Royal. Le débat de 2007 est vu par 20 millions de téléspectateurs.
Le 2 mai 2012, le débat oppose François Hollande et Nicolas Sarkozy. Le débat de 2012 est vu par 17,8 millions de personnes.
Le débat de 2017 oppose Emmanuel Macron et Marine Le Pen. Le débat de 2017 est vu par 16,5 millions de téléspectateurs.
Le débat de 2022 oppose Emmanuel Macron et Marine Le Pen.

### Élections législatives
À l'occasion des élections législatives de 2024, en plus des débats locaux, des débats nationaux ont été organisés autour des trois principales forces politiques. Le premier débat, organisé par TF1 le 25 juin 2024 réunissant messieurs Bompar, Attal et Bardella réuni 5,521 millions de téléspectateurs sur TF1 soit une peu plus que les 3,6 millions de spectateurs de messieurs Attal et Bardella pour le débat organisé par France 2 le 23 mai 2024 sur les élections européennes de 2024 en France. Toutefois, les débat régionaux organisés par France 3 pour diverses circonscription ont fait un moindre audimat avec 630 000 spectateurs le 26 juin 2024.

### Élections européennes

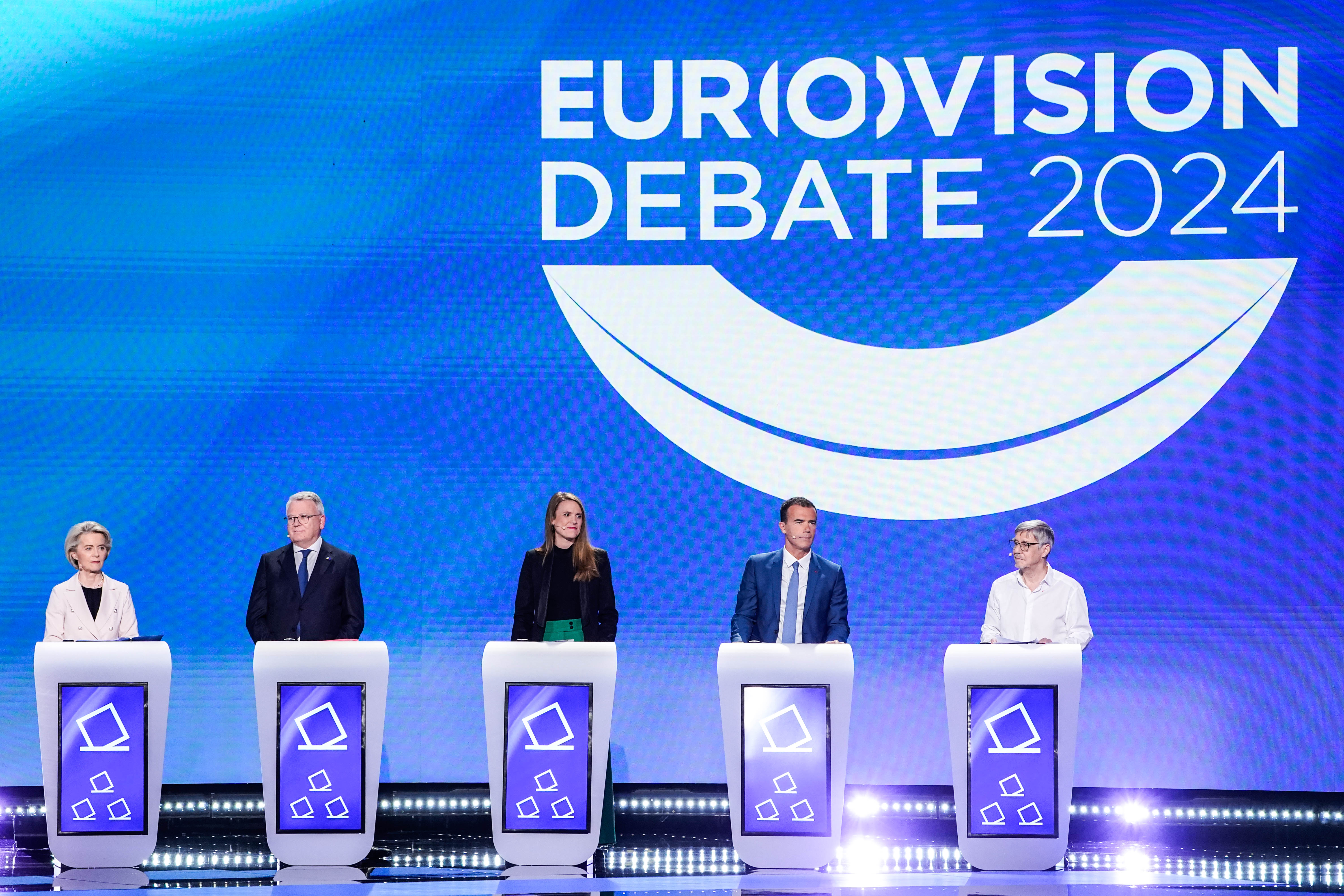
Émission politique du 23 mai 2024 opposant les leaders des groupes du Parlement européen, dans le désordre: Walter Baier (Autriche, gauche européenne), Sandro Gozi (Italie, Renew Europe Now), Ursula von der Leyen (Allemagne, parti populaire européen), Terry Reintke (Allemagne, les verts européens) et Nicolas Schmit (Luxembourg, parti des socialistes européens)

À l'occasion des élections européennes un débat duel organisé par France 2 le 23 mai 2024 sur les élections européennes de 2024 en France a réuni 3,6 millions de spectateurs pour écouter messieurs Attal et Bardella.
À l'occasion des élections européennes de 2024 en France, un débat collectif a été organisé par BFMTV le 27 mai 2024. Ce débat a réuni 500 000 spectateurs, soit 1% des électeurs.

## En Europe
En septembre 2013, 17 millions d'Allemands voient un un débat télévisé opposant Angela Merkel à Peer Steinbrück.
Le débat duel entre Magnette et De Wever sur RTL-TVI et VTM a eu 1 119 000 spectateurs.

## Aux États-Unis

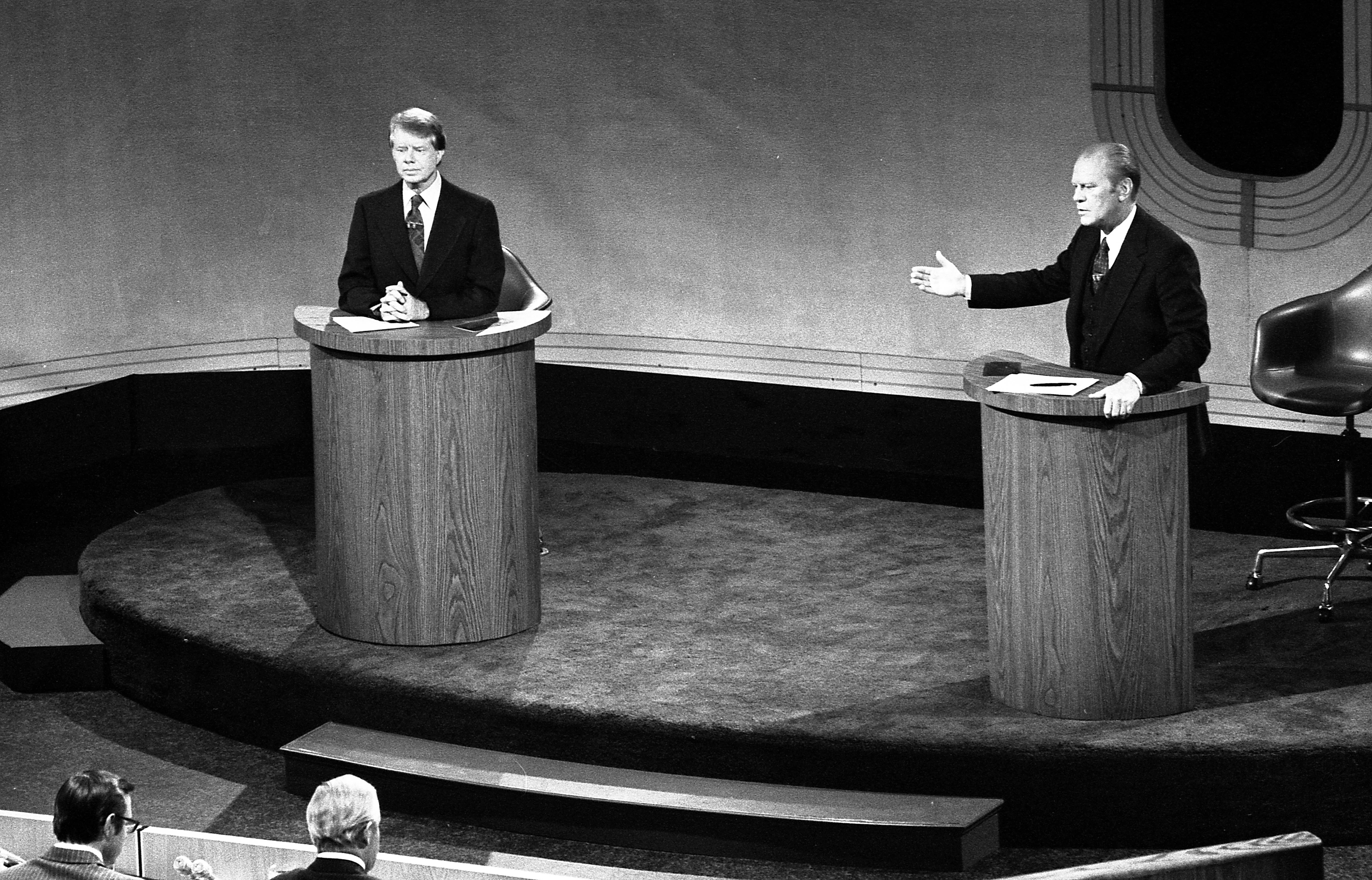
Débat entre Carter et Ford sur la politique intérieure au Walnut Street Theatre de Philadelphie, le 23 septembere 1976.

Alors que le premier débat télévisé présidentiel n'a lieu qu'en 1960, plusieurs autres débats l'ont précédé, sous d'autres formes.
En 1858, la série de sept débats entre Abraham Lincoln et le sénateur sortant Stephen A. Douglas pour le poste de sénateur de l'Illinois, est un vrai débat face-à-face, sans modérateur, les candidats se relayant pour effectuer un discours d'une heure, puis laissant à l'autre candidat une heure et demie pour réfuter, et, enfin, au premier candidat un droit de réponse d'une demi-heure. Douglas a finalement été réélu. Lors de l'élection présidentielle de 1860, Lincoln et Douglas se retrouvent candidats de leur parti (respectivement pour les Républicains et les Démocrates du Nord), même s'ils n'ont pas l'occasion d'à nouveau croiser le fer, sont marqués dans leurs positions et leur façon de mener campagne par l'échange qu'ils avaient eu deux ans auparavant.
En 1940, le candidat républicain Wendell Willkie demande au président Franklin D. Roosevelt de participer à un débat, mais Roosevelt refuse.
Le 27 juin 2024, des millions d'américains ont suivi le débat de 90 minutes organisé par CNN.
60% des électeurs s'y intéressent.